# 용북초등학교
용북초등학교는 대한민국 전북특별자치도 익산시 용안면 법성리에 있는 공립 초등학교이다.

## 학교 연혁
- 1964.04.06 용안국민학교 용북분교 인가
- 1967.03.01 용북국민학교 승격
- 1984.03.10 병설유치원 개원
- 1996.03.01 용북초등학교로 교명 개정
- 2012.09.01 제18대 온기영 교장 부임
- 2015.02.12 제46회 졸업(총 1,940명)
- 2015.03.01 초등학교 3학급, 병설유치원 1학급 편성

## 참고 자료
- 용북초등학교 - 한국교육학술정보원 학교알리미